# Lingua soraba superiore
La lingua soraba superiore (lus sup. hornjoserbšćina) è una lingua slava occidentale parlata in Germania nella regione della Lusazia (oggi parte di due Land della Germania, Sassonia, Brandeburgo, e di due Voidati della Polonia, Bassa Slesia e Lubusz). È conosciuta anche come alto sorabo, serbo-lusaziano superiore o lusaziano superiore.

## Distribuzione geografica

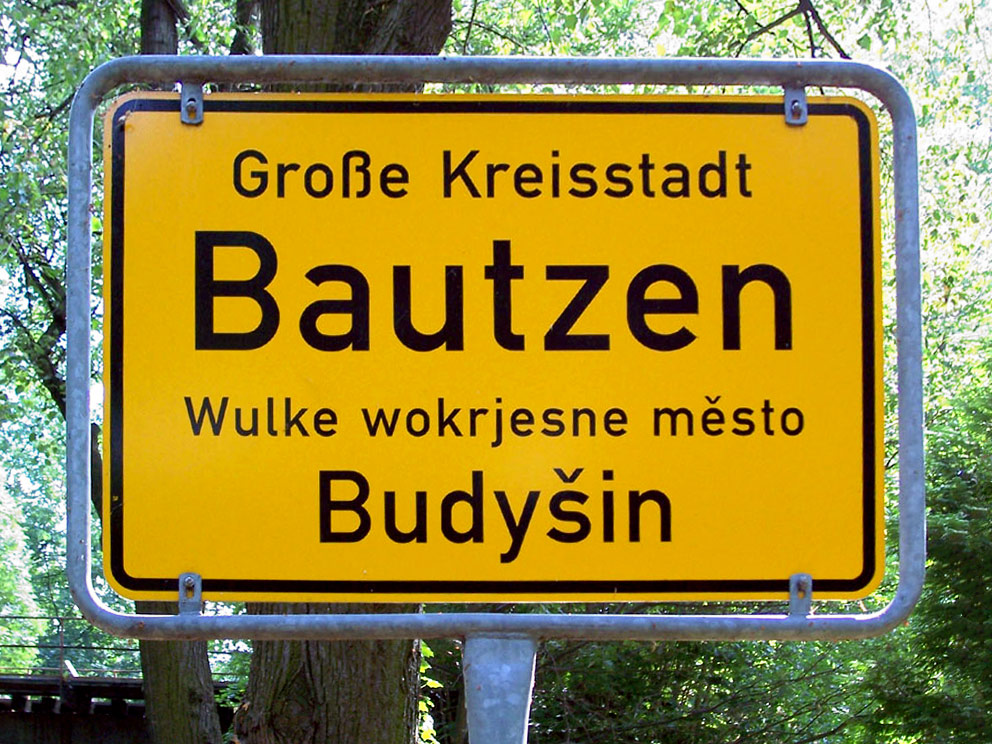
Segnaletica bilingue a Bautzen, in tedesco (sopra) e in sorabo superiore (sotto)

Secondo Ethnologue, il sorabo superiore è parlato nelle città di Bautzen e Kamenz e nei territori circostanti. Il numero dei locutori è stimato in 13 300 persone.

## Classificazione
Secondo Ethnologue, la classificazione della lingua soraba superiore è la seguente:
- Lingue indoeuropee
  - Lingue slave
    - Lingue slave occidentali
      - Lingue sorabe
        - Lingua soraba superiore

## Storia
La storia del sorabo superiore in Germania iniziò con le migrazioni degli slavi durante il VI secolo d.C. A partire dal XII secolo, vi fu un massiccio afflusso in Sassonia di coloni tedeschi dalle campagne di Fiandre, Sassonia, Turingia e Franconia. L'area fu teatro di attività belliche: i saccheggi che ne seguirono portarono ad una lenta decadenza generale del sorabo.
Il sorabo fu indebolito in Sassonia dalla subordinazione al tedesco, divenuto lingua ufficiale. Si aggiunsero divieti di farne uso: nel 1293, il sorabo superiore fu proibito alla corte del castello di Berna; più tardi, nel 1327 fu proibito a Zwickau e a Lipsia; dal 1424 a Meißen. Questi decreti si sommarono all'uso da parte di molte corporazioni cittadine di accettare solo membri di madrelingua tedesca.
Tuttavia, le regioni centrali abitate dai milciani e la Lusazia (attuale Lausitz) furono relativamente poco influenzate dalla colonizzazione tedesca e dalle interdizioni legali. Divennero così terreno fertile per lo sviluppo della lingua: entro il XII secolo, il numero di parlanti del sorabo superiore crebbe fino a superare le 300.000 unità.

La più antica testimonianza in lusaziano superiore scritto è il monumento "Burger Eydt Wendisch", risalente all'anno 1532, scoperto nella città di Bautzen.
Jakub Bart-Ćišinski (1856-1909), poeta, drammaturgo e presbitero cattolico fu il maggior letterato in lingua soraba superiore, e avviò la transizione al modernismo europeo del XX secolo per la cultura della sua gente.

## Sistema di scrittura
Per la scrittura viene utilizzato l'alfabeto latino.